# پوشش سرزمین

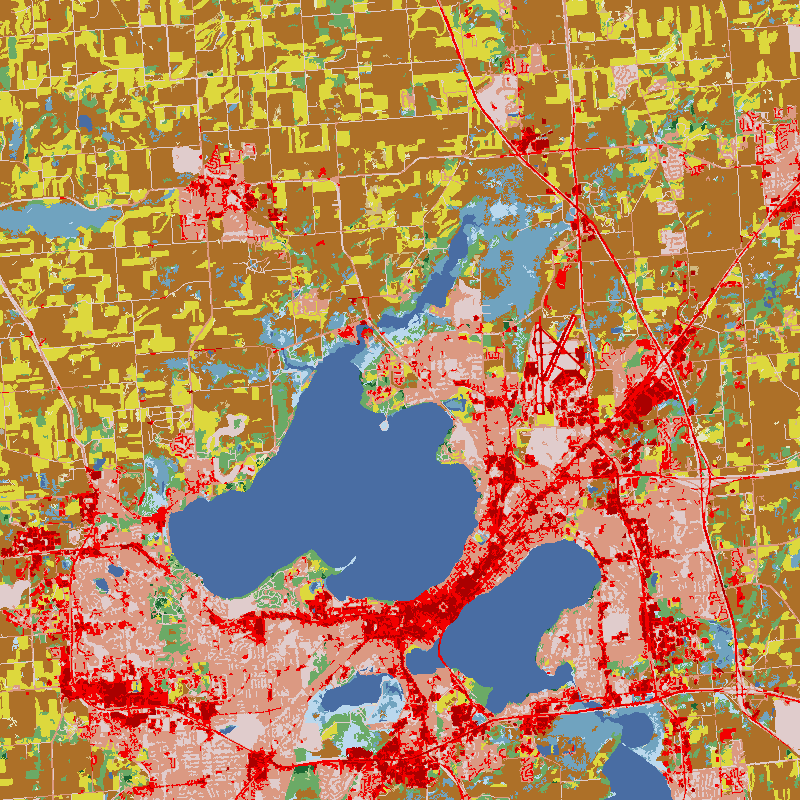
پوشش سرزمین پیرامون مدیسون، WI. مزارع به رنگ زرد و قهوه‌ای، آب به رنگ آبی و سطح شهری به رنگ قرمز است.

پوشش سرزمین (به انگلیسی: Land cover) ماده فیزیکی در سطح زمین است. پوشش زمین شامل چمن، آسفالت، درختان، زمین برهنه، آب و غیره است. پوشش زمین عبارتی است که توسط بوم‌شناس فردریک ادوارد کلمنتز استفاده شد که نزدیک‌ترین معادل نوین خود یعنی پوشش گیاهی را دارد. : 52 این عبارت همچنان توسط اداره مدیریت سرزمین ایالات متحده استفاده می‌شود.

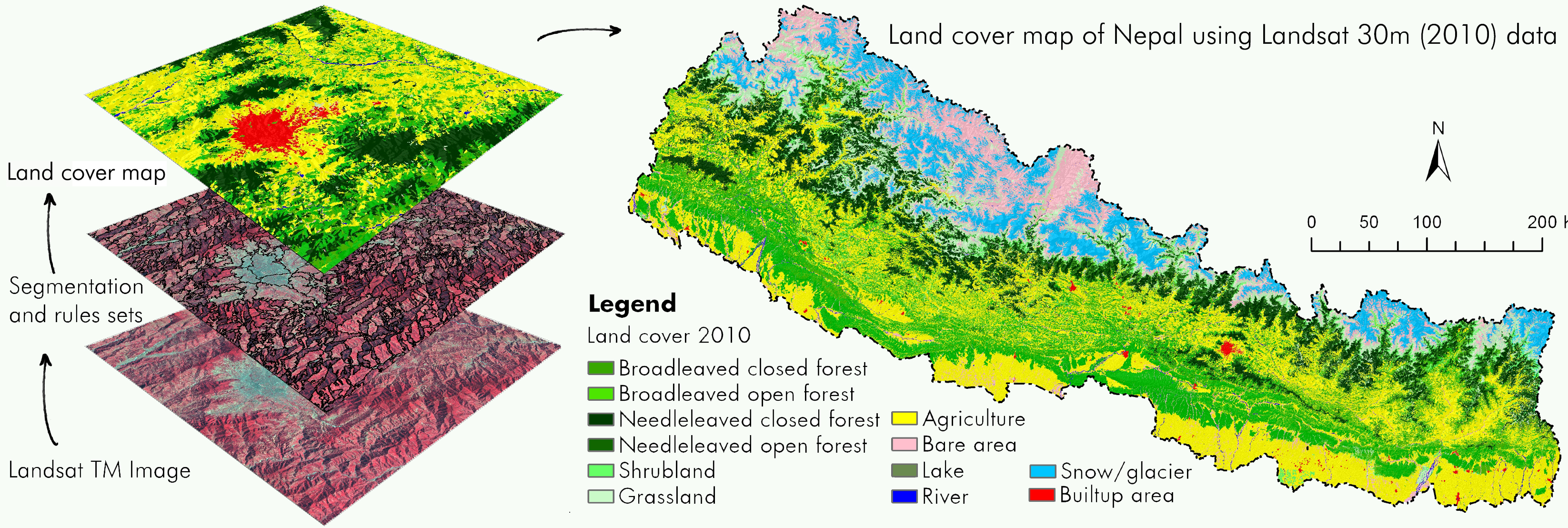
فرایند نقشه‌سازی پوشش سرزمین با استفاده از تصاویر TM

جدول زیر آمار پوشش سرزمین توسط سازمان خواربار و کشاورزی (فائو) با ۱۴ طبقه است.
| کد فائو | نوع                                                   | ۱۹۹۲     | ۲۰۰۱     | ۲۰۱۵      | اشتراک گذاری | تغییر fm 92 | توجه داشته باشید |
| ------- | ----------------------------------------------------- | -------- | -------- | --------- | ------------ | ----------- | ---------------- |
| [۶۹۷۰]  | سطوح مصنوعی (شامل مناطق شهری و مناطق مرتبط)           | ۲۶٫۰۴    | ۳۴٫۳۳    | ۵۵٫۴۰     | ۰٫۳۷٪        | ۲۹٫۳۵       |                  |
| [۶۹۷۱]  | محصولات علفی                                          | ۱٬۷۱۶٫۲۲ | ۱٬۷۴۹٫۵۸ | ۱٬۷۱۲٫۱۵  | ۱۱٫۵۰٪       | -۴٫۰۶       | زمین قابل کشت    |
| [۶۹۷۲]  | محصولات چوبی                                          | ۱۶۲٫۸۶   | ۱۸۱٫۳۲   | ۱۹۹٫۹۰    | ۱٫۳۴٪        | ۳۷٫۰۴       | زمین کشاورزی     |
| [۶۹۷۳]  | محصولات چندلایه                                       |          |          |           |              |             | زمین زراعی       |
| [۶۹۷۴]  | مناطق پوشیده از درخت                                  | ۴٬۴۳۴٫۹۲ | ۴٬۳۹۳٫۷۰ | ۴٬۳۳۵٫۰۰  | ۲۹٫۱۱٪       | -۹۹٫۹۳      | کاهش بزرگ        |
| [۶۹۷۵]  | حرا                                                   | ۱۸٫۰۶    | ۱۸٫۳۹    | ۱۸٫۷۴     | ۰٫۱۳٪        | ۰٫۶۷        |                  |
| [۶۹۷۶]  | مناطق پوشیده از بوته                                  | ۱٬۶۸۵٫۰۰ | ۱٬۶۶۹٫۶۵ | ۱٬۶۲۷٫۳۴  | ۱۰٫۹۳٪       | -۵۷٫۶۶      | کاهش بزرگ        |
| [۶۹۷۷]  | بوته‌ها و/یا پوشش گیاهی علفی، آبزی یا به‌طور منظم غرقاب | ۲۰۲٫۶۱   | ۱۹۴٫۷۷   | ۱۸۵٫۳۹    | ۱٫۲۴٪        | -۱۷٫۲۳      |                  |
| [۶۹۷۸]  | مناطق کم پوشش گیاهی طبیعی                             | ۸۹۱٫۷۸   | ۸۷۸٫۶۹   | ۸۶۸٫۰۷    | ۵٫۸۳٪        | -۲۳٫۷۱      |                  |
| [۶۹۷۹]  | زمین بایر                                             | ۲۰۰۱٫۲۵  | ۲۰۰۰٫۸۷  | ۱٬۸۸۴٫۰۰  | ۱۲٫۶۵٪       | -۱۱۷٫۲۵     | کاهش بزرگ        |
| [۶۹۸۰]  | برف‌های دائمی و یخچال‌های طبیعی                         | ۷۸٫۵۹    | ۸۴٫۳۲    | ۸۴٫۲۹     | ۰٫۵۷٪        | ۵٫۷۰        |                  |
| [۶۹۸۱]  | آب‌های داخلی                                           | ۴۳۲٫۶۰   | ۴۳۵٫۰۰   | ۴۴۴٫۵۷    | ۲٫۹۸٪        | ۱۱٫۹۷       |                  |
| [۶۹۸۲]  | آب‌های ساحلی و مناطق جزر و مدی                         |          |          |           |              |             |                  |
| [۶۹۸۳]  | علفزار                                                | ۱۷۹۳٫۶۵  | ۱٬۸۰۶٫۵۰ | ۱٬۸۰۱٫۱۴  | ۱۲٫۰۹٪       | ۷٫۵۰        |                  |
|         | کل جرم زمین                                           |          |          | ۱۴٬۸۹۳٫۹۱ | ۱۰۰٪         |             |                  |